# القطار (تونس)
القطار إحدى مدن الجمهورية التونسية، تقع في ولاية قفصة. يبلغ عدد سكان مدينة القطار 13554 نسمة حسب تعداد سنة 2004. تبعد 20 كيلومترا عن مدينة قفصة وعن العاصمة 376 كيلومترا تونس.

## أعلام
- أحمد الصافي سعيد

### مواضيع ذات علاقة
- ولاية قفصة.